# Six Jours de Hanovre
Les Six Jours de Hanovre, das Sechstagerennen von Hannover,  sont une course de six jours, organisée à Hanovre, en Allemagne. Dix éditions sont organisées entre 1913 et 1981.

## Palmarès
| Année    | Vainqueur                         | Deuxième                            | Troisième                        |
| -------- | --------------------------------- | ----------------------------------- | -------------------------------- |
| 1913     | Willy Lorenz Karl Saldow          | Erich Aberger Willy Techmer         | Willy Arend Karl Ehlert          |
| 1914-49  | Non-disputés                      |                                     |                                  |
| 1950 (1) | Gustav Kilian Heinz Vopel         | Severino Rigoni Ferdinando Terruzzi | Harry Saager Heinrich Schwarzer  |
| 1950 (2) | Hugo Koblet Armin von Büren       | Gustav Kilian Jean Roth             | Harry Saager Guy Lapebie         |
| 1951 (1) | Émile Carrara Guy Lapebie         | Severino Rigoni Ferdinando Terruzzi | Gustav Kilian Heinz Vöpel        |
| 1951 (2) | Ludwig Hörmann Jean Schorn        | Theo Intra Jean Roth                | Ferdi Kübler Harry Saager        |
| 1952     | Émile Carrara Georges Senfftleben | Lucien Gillen Gustav Kilian         | Dominique Forlini Hans Preiskeit |
| 1953     | Oskar Plattner Hans Preiskeit     | Lucien Acou Arie van Vliet          | Waldemar Knoke Armin von Büren   |
| 1954-78  | Non-disputés                      |                                     |                                  |
| 1979     | Albert Fritz Patrick Sercu        | Günther Schumacher René Pijnen      | Horst Schütz Wilfried Peffgen    |
| 1980     | Donald Allan Danny Clark          | Dietrich Thurau Patrick Sercu       | Albert Fritz Günther Schumacher  |
| 1981     | Roman Hermann Horst Schütz        | Gert Frank Patrick Sercu            | Udo Hempel Günther Schumacher    |